# الهاندیگا
الهاندیگا (به اسپانیایی: Alhóndiga) یک شهرستان در اسپانیا است.